# Garage Inc.
«Garage Inc.» — компіляційний кавер-альбом американського треш-метал гурту «Metallica», випущений 24 листопада 1998 року лейблами Elektra, Sony Music, Vertigo. До нього, окрім нових записаних каверів увійшли також: B-сайди і мініальбом The $5.98 E.P.: Garage Days Re-Revisited, який вийшов з друку з моменту його оригінального випуску в 1987 році.
Самі ж кавер-версії були зроблені на тих виконавців, які тим чи іншим чином вплинули на Metallica, серед них виконавці: нової хвилі британського важкого металу, панк-року і хардкор-панку, хардроку 70-х років та популярної в США музики (такої, як Боб Сігер, наприклад). 

## Про альбом
Наступного дня після того, як Metallica завершила північноамериканську частину туру Poor Re-Touring Me Tour в амфітеатрі Курса у Сан-Дієго, гурт відправився в студію, щоб почати запис нового кавер-альбому. Як пояснив Ларс Ульріх, гурт хотів зробити щось інше після «трьох досить серйозних альбомів поспіль, починаючи з чорного альбому, закінчуючи Load і ReLoad» та і процес буде легшим, якщо працювати з каверами, особливо тому, що гурт мав брати чужі пісні та «перетворювати їх на щось дуже металеве, відмінне від того, що робив оригінальний артист». З огляду на те, що група записала багато каверів, які були розкидані по різних релізах, наприклад B-сайди їхніх синглів і EP 1987 року The $5.98 E.P.: Garage Days Re-Revisited, гурт «помістив їх усі в гарну маленьку упаковку для легке прослуховування" разом із нещодавно записаними кавер-версіями, обраними за рішенням групи. 

## Garage Barrage Tour
Metallica зіграла п'ять концертів у листопаді 1998 року, щоб підтримати вихід альбому. Використовуючи концепцію кавер-версій пісень, сет-лист гурту повністю складався з кавер-версій пісень за всю їхню кар’єру. Власна музика Metallica була представлена гуртом на відкритті Battery, триб'ют-гуртом Metallica.

## Упаковка
На обкладинці Garage Inc. зображена фотографія Антон Корбейна, де гурт одягнутий, як механіки. 32-сторінковий буклет включає пам'ятні фотографії Metallica, взятих дизайнером Енді Ейрфіксом з каталогу речей Ларса Ульріха.

## Відгуки
- Rolling Stone (10.12.98, друковане видання, стор. 122) – 4 зірки (з 5) – «Незвичайно складний альбом, ви не можете пропустити добродушну сторону Metallica».
- Entertainment Weekly (18/12/98, стор. 84) – «Нам доведеться почекати до наступного «справжнього» альбому Metallica, щоб дізнатися, чи ця поїздка в гараж зарядить їхні батареї [(відсилка на однойменну пісню)]. Тим не менш, враховуючи все, Garage Inc. це періодично хвилююча весела поїздка". – Рейтинг: B−
- У 2005 році альбом посів 500 місце в книзі журналу Rock Hard «500 найкращих рок і метал альбомів усіх часів»

## Списки композицій

### Диск 1
| #   | Назва | Автор                                                                       | Виконавець                                    | Тривалість |
| --- | --- | --------------------------------------------------------------------------- | --------------------------------------------- | ---------- |
| 1.  | «Free Speech for the Dumb» | Гаррі Мелоні, Кевін «Кел» Морріс, Тоні «Бонс» Робертс, Рой «Рейні» Вейнрайт | Discharge (1982)                              | 2:36       |
| 2.  | «It's Electric» | Шон Гарріс, Браян Тетлер                                                    | Diamond Head (1980)                           | 3:34       |
| 3.  | «Sabbra Cadabra» (містить частину з іншої пісні Black Sabbath "A National Acrobat")                                                    | Оззі Озборн, Тонні Айоммі, Гізер Батлер, Білл Ворд                          | Black Sabbath (1973)                          | 6:20       |
| 4.  | «Turn the Page» | Боб Сігер                                                                   | Боб Сігер (1973)                              | 6:06       |
| 5.  | «Die, Die, My Darling» | Гленн Данзіг                                                                | Misfits (1984)                                | 2:29       |
| 6.  | «Loverman» | Нік Кейв                                                                    | Nick Cave and the Bad Seeds (1994)            | 7:53       |
| 7.  | «Mercyful Fate» (a medley of the songs "Satan's Fall", "Curse of the Pharaohs", "A Corpse Without Soul", "Into the Coven", and "Evil") | King Diamond, Hank Shermann                                                 | Mercyful Fate (1982, 1983)                    | 11:11      |
| 8.  | «Astronomy» | Джо Бушар, Альберт Бушар, Сенді Перлман                                     | Blue Öyster Cult (1974)                       | 6:38       |
| 9.  | «Whiskey in the Jar» | Народна; аранжування. Ерік Белл, Браян Дауні, Філ Лайнотт                   | Народна, заснована на версії Thin Lizzy(1973) | 5:05       |
| 10. | «Tuesday's Gone» (feat. Пеппер Кінан, Джеррі Кантрелл, Шон Кінні, Джим Мартін, Джон Поппер, Гері Россінгтон, & Лес Клейпул)            | Ронні Ван Зант, Аллен Коллінз                                               | Lynyrd Skynyrd (1973)                         | 9:06       |
| 11. | «The More I See» (contains a short segment of the Robin Trower song "Bridge of Sighs", from the album of the same name)                | Мелоні, Морріс, Пітер «Пуч» Пертілл, Вейнрайт                               | Discharge (1984)                              | 4:49       |

### Диск 2
| The $5.98 E.P.: Garage Days Re-Revisited (1987) | The $5.98 E.P.: Garage Days Re-Revisited (1987) | The $5.98 E.P.: Garage Days Re-Revisited (1987)        | The $5.98 E.P.: Garage Days Re-Revisited (1987) | The $5.98 E.P.: Garage Days Re-Revisited (1987) |
| #                                               | Назва | Автор                                                  | Оригінальний виконавець                         | Тривалість                                      |
| ----------------------------------------------- | --- | ------------------------------------------------------ | ----------------------------------------------- | ----------------------------------------------- |
| 1.                                              | «Helpless» | Гарріс, Тетлер                                         | Diamond Head (1980)                             | 6:38                                            |
| 2.                                              | «The Small Hours» | Джон Мортімер, Джон МакКуллім, Браян Бартлі, Рон Левін | Holocaust (1983)                                | 6:43                                            |
| 3.                                              | «The Wait» | Джез Коулман, Кевін Вокер, Мартін Гловер, Пол Фергюсон | Killing Joke (1980)                             | 4:55                                            |
| 4.                                              | «Crash Course in Brain Surgery» | Берк Шеллі, Тоні Бурдж, Рей Філліпс                    | Budgie (1971)                                   | 3:10                                            |
| 5.                                              | «Last Caress/Green Hell» (містить пародію на пісню Iron Maiden "Run to the Hills" у кінці треку. Iron Maiden відповіли на це кавером на пісню Montrose під назвою «Space Station No. 5») | Гленн Данзіг                                           | Misfits (1978/1983)                             | 3:30                                            |

| "Creeping Death" Бі-сайд (1984) | "Creeping Death" Бі-сайд (1984) | "Creeping Death" Бі-сайд (1984) | "Creeping Death" Бі-сайд (1984) |
| #                               | Назва                           | {{{extra_column}}}              | Тривалість                      |
| ------------------------------- | ------------------------------- | ------------------------------- | ------------------------------- |
| 6.                              | «Am I Evil?»                    | Diamond Head (1980)             | 7:50                            |
| 7.                              | «Blitzkrieg»                    | Blitzkrieg (1981)               | 3:37                            |

| Бі-сайди та інше (1988–1996) | Бі-сайди та інше (1988–1996) | Бі-сайди та інше (1988–1996) | Бі-сайди та інше (1988–1996) |
| #                            | Назва                        | {{{extra_column}}}           | Тривалість                   |
| ---------------------------- | ---------------------------- | ---------------------------- | ---------------------------- |
| 8.                           | «Breadfan»                   | Budgie (1973)                | 5:41                         |
| 9.                           | «The Prince»                 | Diamond Head (1980)          | 4:26                         |
| 10.                          | «Stone Cold Crazy»           | Queen (1974)                 | 2:19                         |
| 11.                          | «So What?»                   | Anti-Nowhere League (1981)   | 3:09                         |
| 12.                          | «Killing Time»               | Sweet Savage (1981)          | 3:04                         |
| 13.                          | «Overkill»                   | Motörhead (1979)             | 4:05                         |
| 14.                          | «Damage Case»                | Motörhead (1979)             | 3:40                         |
| 15.                          | «Stone Dead Forever»         | Motörhead (1979)             | 4:52                         |
| 16.                          | «Too Late Too Late»          | Motörhead (1980)             | 3:12                         |
| 70:51                        |                              |                              |                              |

## Учасники запису
Metallica
- Джеймс Гетфілд — вокал, ритм-гітара, соло-гітара в "Whiskey in the Jar" і "Stone Dead Forever"
- Ларс Ульріх – ударні
- Кірк Гемметт – соло-гітара, бек-вокал
- Джейсон Ньюстед – бас-гітара, бек-вокал
- Кліфф Бертон — бас-гітара в "Am I Evil?" і "Blitzkrieg"

## Чарти
| Chart (1998–99)                          | Peak position |
| ---------------------------------------- | ------------- |
| Australian Albums (ARIA)                 | 2             |
| Austrian Albums (Ö3 Austria)             | 3             |
| Belgian Albums (Ultratop Flanders)       | 9             |
| Belgian Albums (Ultratop Wallonia)       | 31            |
| Канада Canadian Albums (Billboard)       | 3             |
| Danish Albums (Hitlisten)                | 21            |
| Dutch Albums (Album Top 100)             | 8             |
| Finnish Albums (Suomen virallinen lista) | 1             |
| French Albums (SNEP)                     | 9             |
| German Albums (Offizielle Top 100)       | 1             |
| Угорщина Hungarian Albums (MAHASZ)       | 19            |
| Italian Albums (Musica e Dischi)         | 22            |
| Mexican Albums (Top 100 Mexico)          | 97            |
| New Zealand Albums (RMNZ)                | 3             |
| Norwegian Albums (VG-lista)              | 1             |
| Шотландія Scottish Albums (OCC)          | 37            |
| Spanish Albums (PROMUSICAE)              | 11            |
| Swedish Albums (Sverigetopplistan)       | 10            |
| Swiss Albums (Schweizer Hitparade)       | 1             |
| UK Albums (OCC)                          | 29            |
| США Billboard 200                        | 2             |

| Chart (1998)                       | Position |
| ---------------------------------- | -------- |
| Australian Albums (ARIA)           | 36       |
| Belgian Albums (Ultratop Flanders) | 73       |
| Swedish Albums (Sverigetopplistan) | 59       |

| Chart (1999)                       | Position |
| ---------------------------------- | -------- |
| Austrian Albums (Ö3 Austria)       | 33       |
| Belgian Albums (Ultratop Flanders) | 74       |
| Canadian Albums (RPM)              | 77       |
| Dutch Albums (MegaCharts)          | 68       |
| German Albums Chart                | 21       |
| US Billboard 200                   | 27       |

### Singles
| Year | Single                | Chart                  | Position |
| ---- | --------------------- | ---------------------- | -------- |
| 1998 | "Turn the Page"       | Mainstream Rock Tracks | 1        |
| 1999 | "Die, Die My Darling" | Mainstream Rock Tracks | 26       |
| 1999 | "Turn the Page"       | Modern Rock Tracks     | 39       |
| 1999 | "Whiskey in the Jar"  | Mainstream Rock Tracks | 4        |

## Сертифікації
| Регіон                                                                                          | Сертифікація  | Продажі    |
| ----------------------------------------------------------------------------------------------- | ------------- | ---------- |
| Аргентина (CAPIF)                                                                               | Золотий       | 30 000^    |
| Австралія (ARIA)                                                                                | Платиновий    | 70 000^    |
| Австрія (IFPI Austria)                                                                          | Золотий       | 25 000*    |
| Фінляндія (IFPI Finland)                                                                        | Золотий       | 27,446     |
| Німеччина (BVMI)                                                                                | Золотий       | 250 000^   |
| Нова Зеландія (RIANZ)                                                                           | Платиновий    | 15 000^    |
| Норвегія (IFPI Norway)                                                                          | Золотий       | 25 000*    |
| Польща (ZPAV)                                                                                   | Платиновий    | 100 000*   |
| Іспанія (PROMUSICAE)                                                                            | Золотий       | 50 000^    |
| Швеція (IFPI Sweden)                                                                            | Платиновий    | 80 000^    |
| Швейцарія (IFPI Switzerland)                                                                    | Золотий       | 25 000^    |
| Велика Британія (BPI)                                                                           | Золотий       | 100 000^   |
| США (RIAA)                                                                                      | 5× Платиновий | 5 000 000^ |
| Підсумки                                                                                        |               |            |
| Європа (IFPI)                                                                                   | Платиновий    | 1 000 000* |
| *продажі, що базуються лише на сертифікаціях ^відвантаження, що базуються лише на сертифікаціях |               |            |